# Narol
Narol è un comune urbano-rurale polacco del distretto di Lubaczów, nel voivodato della Precarpazia.
Ricopre una superficie di 203,58 km² e nel 2004 contava 8 449 abitanti.